# Bayt Raqtah
Bayt Raqtah (tiếng Ả Rập: بيت رقطة) là một ngôi làng Syria nằm ở phó huyện Wadi al-Uyun ở huyện Masyaf, Hama. Theo Cục Thống kê Trung ương Syria (CBS), Bayt Raqtah có dân số 265 trong cuộc điều tra dân số năm 2004.